# Xã Pleasant, Quận Hardin, Ohio
Xã Pleasant (tiếng Anh: Pleasant Township) là một xã thuộc quận Hardin, tiểu bang Ohio, Hoa Kỳ. Năm 2010, dân số của xã này là 8.338 người.